# わグルま!
『わグルま!』は株式会社GMOゲームポット(Gamepot Inc.)によるソーシャルゲーム。魔界で女の子モンスターを使役して、戦闘や部屋作りをしていくという内容の箱庭ゲームで、ジャンルはシミュレーションゲームである。基本プレイは無料で、任意の課金システムが存在していた。
ブラウザ版はYahoo!モバゲーよりサービスが開始され、その後ハンゲーム、ゲソてん、mixi、ニコニコアプリ、REAL WORLDが追加されて計6サイトで運用された。サービス期間は2010年12月28日 - 2014年6月30日。
ブラウザ版のサービス終了から約3年後の2017年9月1日より『わグルま!!』のタイトルでスマートフォン（iOS / Android）向けゲームアプリとして再開されたが、2018年9月28日をもってサービスを終了し、本作は2度目の終了を迎えることとなった。
また、過去にはスピンオフ作品であるスマートフォン向けアプリ「わグルま★」が存在していた（2015年12月28日サービス終了）。

## 概要
プレイヤーは、魔界に落ちた人間の魂が転生した「転生悪魔」となり、モンスターを使役して魔界の統治の手助けをすることになる。
ゲーム内の目的は主に2つある。
- 配下のモンスターに素材を収集させ、プレイヤーの所持する城に飾る家具を作成・配置し、モンスターたちの暮らす環境を整備すること
- モンスターと戦闘を行い、野良モンスターの討伐や、他プレイヤーのモンスターとの腕比べ(以下：いたずら)をすること

また、ほぼ毎週開催されるイベント・キャンペーンや、いたずらCGを収集するなどの要素もある。

## 登場人物・モンスター
わグルま!の世界にはイベントの進行やシステムの案内人であるNPCキャラクター、プレイヤーが使役する女の子モンスター、その他イベントで討伐するボスモンスターが存在する。

### モンスター
リリム（藤田咲）
魔人族の丁稚悪魔。プレイヤーが最初に使役することになるモンスター。魔界で一番数が多いといわれている。悪魔見習いとも呼ばれる。 武器はカバンとハンマー。
ピグリム・アクトリア・エンシェントリリム、又、普通のリリムとはちょっと違う衣装のリリム（T）・リリム（RD）の5種類の亜種が存在している。
ケット・シー（近村望実）
獣人族の悪魔。懐っこい性格。亜種としてノワールが存在する。
ドール（狩野茉莉）
人形に宿った妖魔族の悪魔。冥土とメイドをはき違えるように、間違った知識で失敗することが多い。亜種にオールドタイプがいる。
サキュバス（門田幸子）
高位の魔人族。魔貴族とも呼ばれSっ気が強い。まおうん家2では魔王に恋心を寄せる描写が存在する。亜種はシルバトリス。
ブシドー（五味紗也香）
武士道に目覚めた鬼人族。じぱんぐという場所に探索に行くことができる。頭が悪く、泳ぐことができず、海に関する探索地に行くことができない。亜種はFA(フルアーマー)ブシドー。
エクス（篠宮梨乃）
魔界に最初にやってきた天使族。4クラスの天使のうちで最下位の天使。胸が小さいコンプレックスがある。亜種の名前はデュナミス。
ヴァーチェ（内村史子）
4クラスの天使の第三位の天使族。アーモイに大して好意を持っている。亜種にはティアティスがいる。
ドラゴニア（石塚さより）
炎を司る邪龍族。気位が高い。亜種は岩を操るサンドルガ。
ドミニオン（渡部恵子）
魔界にいる4クラスの天使のうちの第二位の天使族。ぼーっとした性格だが、食事に関する話には必ずといっていいほど登場する食いしん坊な一面がある。亜種はキュリオステス・キュリオステス[ハコ]
リビングアーマー（羽飼まり）
暗黒騎士とも呼ばれる妖魔族。照れ屋で奥ゆかしい性格。鎧の中身は空洞。亜種は金でできた鎧のアウルムトゥーラ。
スローネ（原由実）
4クラスの天使の最高位に位置する天使族。一見おしとやかだが、残虐非道な戦闘狂。戦いの為に体を機械に改造したほどである。亜種はオファニムがいる。
キョンシー（黒瀬ゆうこ）
死霊系の妖魔族。死霊であるが、それを感じさせないほど明るい性格。筋力トレーニングをするモーションもみられる。亜種はフェイキョン。
アルケー（志村由美）
エクスよりも下の位の天使族。天使の雑用とも呼ばれる下級天使だが、エクスよりも胸が大きいことが誇り。上位の天使たちをお姉さまと呼んで慕っている。亜種はプリンシパリティ。
ラミアー（行成とあ）
下半身が蛇の獣人族モンスター。好戦的な性格。2013年は巳年であるため、年始のイベントでピックアップされた。変身して二足歩行することもできる。亜種は褐色肌のエキドナ。
カーミラ（一杉佳澄）
希少な吸血族のモンスター。普段は真面目で控えめだが、メガネを外すと凶暴な性格に変貌する。亜種はモルモー。
メリジム（藤田彩）
魔人族の機械悪魔。外見は幼いが、戦闘時は巨大な機械兵器を身にまとう。関西弁を話し、フレンドリーな性格。
ニンジャ（東内マリ子）
ブシドー同様にじぱんぐに行くことができる鬼人族。速さに特化した一族。泳ぐことができないバカ。亜種は水をイメージしたウミニンだが、こちらも泳ぐことができない。
イザナミ（野村真悠華）
死神系の妖魔族。ニンゲンの魂を導く役目を持っていたが、現在はそれも形骸化しており、魂の見守り役をしている。口数は少ないが、口を開くと怖い台詞が飛び出す。
ケルビム（宮崎水希）
4クラスの天使よりも位が上の天使族。京都弁を話、おっとりした性格。他の天使たちと異なり、魔界と事を構える気はない。怒らせると怖いタイプ。亜種はヘルヴィム。
ヨウコ（諏訪彩花）
人里離れた地に住む狐の獣人族。自由奔放でイタズラ好き。とても明るい性格をしている。
フェビーネ（髙山ゆうこ）
妖精蜂の魔蟲族。女王見習いであり、働き蜂を操ることができる。仲間同士での競争意識は高いが、非情になりきれない。
ネーヴェリエル（山崎はるか）
雪女の妖魔族。軍隊式の社会を形成しており、ゆきだるさんと呼ばれる雪だるまたちを統率している。
セイレーン（小池いずみ）
魔界の海に住む妖魔族。歌で人々を魅了する力を持っているが、性格がおとなしいので基本的に害はない。
アラネア（畑中万里江）
蜘蛛の魔蟲族。ひとりぼっちで独り言が多いが、甘えん坊な性格。おにぎりフリークな一面がある。亜種としてテラネアが同時実装された。
アークエンジェル（MAKO）
天使族の中で最下層に位置する最弱の存在。魔界でのリリムに近いポジション。位が近く、性格のあうアルケーとは仲がよい。
フェンリル（大地葉）
犬、オオカミ型の獣人族モンスター。口数が少なくぶっきらぼうだが、家族となる群れの仲間には優しく、比較的会話するようになる。
ハーピー（桑谷夏子）
鳥の獣人族。生まれて最初にみる悪魔になつく者が多い。ボーイッシュで活発な性格。
フウリ（山本希望）
狸の獣人族。ヨウコのライバルにあたる存在。のんびりとした性格。亜種はヘイコウ。
スライム（上田茜）
ゲル状の体をした妖魔族。知能が低く、幼く、甘えん坊。
バフォメット（藤井美波）
山羊の獣人族。農耕地で小麦を収穫して暮らしている。とてものんびりしている。頭の上に、ババ様と呼ばれる過保護なしゃべる骸骨をのせている。
ラダマントゥス（福原綾香）
出自不明の魔人族。少し気難しい魔界の裁判官。魔界千法全書で「物理的に」裁く。

### NPC
魔王（大塚芳忠）
魔界を統率する魔王。ゲーム冒頭で隠居を表明し、転生悪魔たちに魔界の統治を依頼する。敵対する天使たちとの戦いを極力さけようとする穏健派だが、実力は折り紙付き。ただし、魔王が戦う描写は一切存在しない。おつきのモンスターにはリリム属のカノンと、ドール属のモンスターが一体いる。2014年6月12日のアップデートで討伐イベントのボスとして登場、本気を出して圧倒的な強さを見せつける。
カノン（藤田咲）
魔王に従事するリリム。作中では、他のリリム属はおろか、他のモンスター・天使族よりも強い描写がされている。魔王に対して強気に出られる数少ない人物の一人。転生悪魔の案内役をしてくれる。
カテリナ（石塚さより）
魔王の知り合いでドラゴニア属の長。やる気がない性格をしている。かわいいものがすき。
モア=アーモイ（若本規夫：ドラマCD）
モアイ像のような見た目をしたアーモイ建設の社長。ゲーム内では部屋の増築をする役割を持つ。「ふぅ〜」という口癖がある。
ジャック=ラン（藤田彩）
アイテムショップのショップガール。ジャックランタンが名前の由来。作中では腹黒い描写がされることがある。

### プレイヤーキャラクター
転生悪魔
ゲーム開始時に選択するプレイヤーの分身。すべて男性で、妖魔族・魔人族・獣人族・堕天使・機械魔族・吸血族・邪龍族・鬼神族の8種類が存在している。

### その他
造物主
ゲームプロデューサーの門田次弘氏の魔界での名称。不定期に行われるWeb生放送などで造物主と名乗っている。ゲーム内ではキュリオステス[ハコ]のハコとして登場している。
パンプキング
2012年のハロウィンイベントで登場したわグルま!初の大型ボス。ジャック=ランがかぼちゃ料理を作る途中に失敗して誕生したかぼちゃモンスター。2013年のハロウィンイベントでも再登場した。
ジェリット
2013年の夏の討伐イベントで登場した大型ボス。モンスターのスライムと同種であるが、知能がなく人の形になれない低級種。
ムーンルッカー
2013年の月見イベント後に登場した兎の大型ボス。月見を続けるように要求して魔界で暴れた。

## 課金システム
基本プレイは無料であるが、一部アイテムはWebマネーで購入可能である。(ゲーム内での通貨単位は運用しているプラットフォームによって異なる(例：Yahoo!モバゲー→モバコイン、ニコニコアプリ→ニコポ)。
有料アイテムを購入するかしないかはプレイヤーの自由である。

## システム
基本画面
プレイヤーが所持している「部屋」がゲームの基本画面となり、この画面上から各コマンドを実行してゲームを進めていく。使役しているモンスターたちは通常、この画面上を徘徊している。
部屋
プレイヤーは家具を配置し、城内の部屋の見た目を変更することが可能である。
1部屋につき、9×9マスが存在し、最大59マス分まで家具を配置することが可能、家具ごとに、床・壁・天井など配置できる場所が決まっている。
部屋の数は課金アイテムを使用することで増やすことができ、部屋の数に応じて使役可能なモンスターのキャパシティが増加する。
家具
家具は設計図を所持しているものに限り、収集したアイテムから作成することができる。また、アイテムショップでしか購入できないものがある。
家具には機能付きのものが存在し、モンスターの満腹度の減少を抑制するなどの効果がある。
寿命と転生
プレイヤーには寿命が存在し、実時間での残り日数が表示される。残り日数が0になった後にログインすると転生画面が表示され、転生が行われる。成功した場合、爵位が上がり、失敗した場合は一定確率で爵位が下がる。
残り寿命は侵蝕の刻で魂を収集し、集めることで回復することができる。
寿命の回復に必要な魂の数は転生時にランダムに決定する。
爵位とキャパシティ
プレイヤーには爵位が存在し、プレイヤーが使役できるモンスターには制限がある。
爵位
爵位と呼ばれる5段階の階級があり、それに応じて使役できるモンスターの最高ランクが決まる。低い方から子爵、伯爵、侯爵、公爵、大公であり、爵位が1つあがるごとに使役できるモンスターのランクが1あがる。(最大5)
魔力キャパシティ(mAp)
使役するモンスターのランクを合算した数値がプレイヤーのmApを超えていると、モンスターたちが行動できなくなる。
mApは爵位があがるごと増加する。この他に部屋の増築や、有料アイテムを使用することで、mApを増やすことが可能である。
侵蝕の刻（しんしょくのとき）
毎日、実時間で午前3時~5時の間に発生する。この時間帯に使役している使い魔モンスターが他プレイヤーの使い魔モンスターとの戦闘、特別な素材アイテムの収集、野良モンスターの捕獲、家具の設計図の収集、魂の獲得などを行う。
尚、このシステムはPCブラウザー版においてこの間はゲームにログインできなくなっていたが。モバイルアプリ版においてはログインこそは可能だが侵蝕の刻担当使い魔設定された使い魔はお世話ができなくなる程度に抑えられてるため、それ以外の使い魔はいつも通りにお世話等を行えるようになっている。
魔王ポイント
魔王からの依頼やいたずらの成功などで入手することができるポイント。アイテムショップで使用することができる。

## モンスター
画面上を徘徊するモンスターをクリックすることで、モンスターに行動を指示することができる。
モンスターカード
有料アイテムやイベントなどで手に入るモンスターエッグを使用すると、エッグの種類に応じたモンスターカードを入手することができる。モンスターカードを使用することで、モンスターカードのナンバーに応じたモンスターが自分の部屋に召喚される。モンスターカードのナンバーによって召喚されるモンスターの種族・HP・魔力色・戦闘値・探索値・レアリティ・ランク・開花後の属性は決まっている。(例：モンスターカード001→リリム・HP1500・魔力色赤・戦闘値5・探索値95・レアリティC・ランク1・属性：真面目)
コマンド
ごはん
モンスターの満腹度・スタミナ・友好度を変動させるアイテムを与えることができる。他のプレイヤーのモンスターにも実行することができる。
あそぶ
モンスターの有効度を回復する。また、他のプレイヤーのいたずらによって泣かされたモンスターを慰める。他のプレイヤーのモンスターにも実行することができる。
おみせ
アイテムを販売する露店を開く。
おでかけ
おでかけ先を選択肢、アイテムを収集させる。
おわかれ
モンスターと別れることができる。一度別れたモンスターは戻ってこない。
アイテム
モンスターに消費、または装備アイテムを使用できる。
いたずら
他のプレイヤーのモンスターにのみ実行できる。指定した自分のモンスター1体と相手のモンスター1体を戦わせる。

モンスターのパラメータ
時間で変動するパラメータ
満腹度
時間とともに減少するパラメータ。0~100の間で変動し、0になるとモンスターが行動できなくなる。アイテムの使用で回復する。
友好度
時間とともに減少するパラメータ。0~100の間で変動し、侵蝕の刻を迎えたときにこの数値が低いと、モンスターがいなくなる。「あそぶ」やアイテムの使用で回復する。
スタミナ
戦闘や探索を行うために必要で、行動を行うと減少するパラメータ。0~100の間で変動する。戦闘開始時にスタミナが100未満の場合、減少量に応じてモンスターのHPが減った状態で戦闘が開始される。
時間とともに回復する。また、アイテムの使用で回復できる。
時間で変動しないパラメータ
HP
戦闘時、攻撃によってお互いのHPを削り合い、この値が0になったモンスターの敗北となる。
戦闘値
戦闘時、相手に与えるダメージ量に影響する。高いほど相手に多くダメージを与える。
探索値
探索時、アイテムの収集に関する確率に影響する。探索値が高いほど、レアリティの高いアイテムを獲得しやすい。また、侵蝕の刻時の行動にも影響する。
魔力色
モンスターには魔力色があり、赤＞緑＞青＞赤の3すくみの関係になっている。有利属性で戦うと相手に与えるダメージが増加し、不利属性で戦うと減少する。
レベルと経験値
モンスターには経験値とレベルがあり、経験値を一定量蓄積することでレベルアップする。レベルがあがると戦闘値か探索値が上昇する。初期状態での最高レベルは20で、進化融合を成功させることで最高レベルは30まで上昇する。

モンスターの合成
モンスターの合成には4種類あり、いずれを実行しても素材になったモンスターは消滅する。強化融合以外にはランダムで成功と失敗があり、アイテムを使用することで、成功する確率を上昇させることができる。
強化融合
ベースとなるモンスターに経験値を付与する。
属性融合
素材モンスターの属性をベースモンスターに付与する。
進化融合
素材モンスターと同じ番号のベースモンスターのレベル上限を解放する。
能力融合
素材モンスターの戦闘値・探索値をベースモンスターに移植する。移植される能力値はレベル1時点でのものであり、ベースモンスターのレベルによって値が加算される。

いたずら
わグルま!における戦闘の一つ。フレンド登録している他のプレイヤーの使役するモンスターと自分のモンスターを戦わせることができる。
属性と開花
モンスターのいたずらに成功した場合、相手の未開花モンスターの属性開花させることがある。
属性は戦闘を有利に進めることができることと、探索の効率を高めることの2つの効果がある。
アイテムショップ
アイテムを購入することができる。ゲーム内通貨zecで購入できるアイテムとWebマネーなどで購入できるアイテムと、魔王ポイントで購入できるアイテムがある。NPC「ジャック=ラン」が担当している。
増築
有料アイテムを使用して部屋の数を増やすことのできるシステム。1部屋ごとにキャパシティが1増加する。NPC「モア=アーモイ」が担当している。
魔王の壷
2種類のアイテムを合成することで別のアイテムを生み出せるシステム。
別荘
所有しているモンスターを預け入れることができるシステム。NPC「ガルガデス」が担当している。初期状態では3部屋(3人)までで、有料アイテムを使用して部屋数を最大10部屋まで増やすことができる。
トロフィー
ゲーム内で一定の条件を満たすごとに、トロフィーが与えられる。128種類存在する。

## その他要素
まおうん家2
魔王やカノンを中心としたNPCキャラクターを中心に、その週のイベントのイントロダクションを会話形式で行うコーナー。ログイン後の画面内に表示される。過去のまおうん家2は公式サイトで閲覧することができる。元々は「まおうん家」であったが、2011年7月28日の「おとなのじじょう」の回から名称がまおうん家2に変更された。
いたずらCG
同じ属のモンスターに対し、一定回数いたずらを成功させると、そのモンスターに対応したCGが閲覧できるようになる。

## 開発
門田次弘は、キャラクターを中心としたメディアミックスを展開したいという考えから、プロデューサとして本作の開発に携わった。
門田は「常にユーザーの声を意識し、双方が良いと思うものが一致していれば、すぐにでも追加する」とGamerとのインタビューの中で述べており、たとえば大型アップデート直前の2012年11月30日に登場した妖精蜂フェビーネは、門田自身の好みとユーザーの要望が一致したことによって登場が決定した。
門田は、2012年12月に実施された大型アップデートをシーズン2と位置付けている。

### 音楽
門田は開発当初から主題歌の実装も考えており、2012年12月の大型アップデートで実現を果たした。
主題歌である『魔界は天国』の作曲者には佐々木宏人が起用され、なんでもありという本作の雰囲気に合わせ、魔界ながらも明るい雰囲気の楽曲として制作された。また、最近登場したキャラクターに歌わせたいという門田の意向により、同年4月に登場したメリジム役の藤田彩と10月に登場したヨウコ役の諏訪彩花によるユニット「グルでび!」が『魔界は天国』を歌うこととなった。

## わグルま★
『わグルま★』は育成要素のあるリズムアクションゲームであり、魔界で女の子モンスターを使役して、プレイヤーがリズムゲームをしながら、歌やダンスなどのトレーニングを積ませるなどをして、魔界へアイドルデビューさせるという内容ある。
登場キャラクターは、わグルま!に登場したキャラクターの一部で、モンスターエッグやレアリティなどの一部のシステムはわグルま!から引き継いでおり、部屋やキャラの様子などは3Dで表現されるようになった。しかし一方で、家具作りや家具配置、部屋の拡張やいたずらなど、箱庭ゲームの様な要素はほとんどなくなった。
こちらも基本プレイは無料だが、任意の課金システムが存在する。2015年12月28日をもってサービス終了したが、公式サイトでは告知されずニュースサイトで告知された。

### 開発（『わグルま★』）
『わグルま★』のディレクター・中曽根智也は、元々音楽ゲームが好きで、かわいいキャラクターによるダンスを見ることが好きだったことから、音楽ゲームと本作を組み合わせることを考えていた。
本作には多数のキャラクターが登場していた上に音楽も良質だったことから、音楽ゲーム『わグルま★』の開発が決定した。
キャラクターの振り付けは声優の榊原ゆいが務めた。これは、本作の開発元であるGMOゲームポットが当時運営していた『トキメキファンタジー ラテール』に出演していたことがきっかけで実現したことである。
『わグルま★』の開発にあたり、キャラクターに本格的なダンスを踊らせたいということで、振付にはモーションキャプチャーが取り入れられたものの、社内では初めての試みだったため、撮影方法のノウハウがなくて苦労したと中曽根はGamerとのインタビューの中で振り返っている。
また、ゲームの中に登場するキャラクターは2頭身で描かれており、細かな動きの表現が難しいことから、不自然に見えないように細心の注意が払われた。例えば、手を上に上に挙げる動作をした場合、そのままでは頭に手が刺さったように見えてしまうことから、角度を調整して自然な動きに仕上げられた。

## 関連商品
- Webコミック
  - わグルま!/わグひま!
- 音楽CD
  - ソーシャルゲーム「わグルま!」テーマソング「魔界は天国」/「Angelic Sky」 メディアファクトリー
  - わグルま!バトルミュージック (専売商品で初回限定生産。在庫切れのため、事実上の終売)
  - わグルま! お茶のんでまったりパック
- ドラマCD
  - わグルま!ドラマCD Vol.1 まかいそうせい
- LINEスタンプ
  - ラインストア スタンプ GMOゲームポット株式会社
- その他
  - 『わグルま!』×ファミ通コネクト!パーティー コラボTシャツ(エビテン専売)
  - わグルま! オリジナルSDキャラクターシール
  - わグルま! オリジナル扇子『天子 (てんす) 』
  - わグルま! オリジナルタンブラー『モンスタンブラー』